# Пребенег
Пребенег (словен. и итал. Prebeneg) је насеље у Италији у округу Трст, региону Фурланија-Јулијска крајина.
Према процени из 2011. у насељу је живело 147 становника. Насеље се налази на надморској висини од 231 м.